# ロニー・ヘンリケス
- ロニー・エンリケス

ロニー・ヘンリケス（Ronny Henríquez, 2000年6月20日 - ）は、ドミニカ共和国モンセニョール・ノウエル州ボナオ出身のプロ野球選手（投手）。右投右打。MLBのマイアミ・マーリンズ所属。

## 経歴

### プロ入りとレンジャーズ傘下時代
2017年7月にアマチュア・フリーエージェントでテキサス・レンジャーズと契約してプロ入り。
2018年は傘下のルーキー級ドミニカン・サマーリーグ・レンジャーズでプロデビュー。11試合に先発登板して5勝0敗、防御率1.55、79奪三振を記録した。
2019年はA級ヒッコリー・クロウダッズでプレーし、21試合（先発19試合）に登板して6勝6敗、防御率4.50、99奪三振を記録した。
2020年はCOVID-19の影響でマイナーリーグの試合が開催されなかったため、公式戦の登板は無かった。
2021年はA+級ヒッコリーとAA級フリスコ・ラフライダーズでプレーし、2球団合計で21試合（先発16試合）に登板して5勝7敗、防御率4.71、105奪三振を記録した。オフの11月19日にルール・ファイブ・ドラフトでの流出を防ぐために40人枠入りした。

### ツインズ時代
2022年3月12日にミッチ・ガーバーとのトレードで、アイザイア・カイナー＝ファレファと共にミネソタ・ツインズへ移籍した。シーズン開幕後、マイナーでは傘下のAAA級セントポール・セインツでプレーし、24試合（先発14試合）に登板して3勝4敗1セーブ、防御率5.66、106奪三振を記録した。9月18日にメジャー初昇格を果たし、翌19日のクリーブランド・ガーディアンズ戦でメジャーデビュー。この年メジャーでは3試合に登板して0勝1敗、防御率2.31、9奪三振を記録した。
2023年はメジャー登板は無く、A級フォートマイヤーズ・マイティマッスルズとAAA級セントポールでプレーし、2球団合計で39試合に登板して5勝3敗1セーブ、防御率5.64、53奪三振を記録した。オフの11月17日にノンテンダーFAとなった。11月19日にマイナー契約で再契約を結んだ。
2024年4月22日にアクティブ・ロースター入りした。その後はシーズン終了まで、メジャー昇格とマイナー降格を交互に繰り返すこととなった。
2025年2月7日にハリソン・ベイダーとダニー・クーロムの加入に伴い、DFAとなった。

### マーリンズ時代
2025年2月11日にウェイバー公示を経てマイアミ・マーリンズへ移籍した。

## 選手としての特徴
小柄な体格から速球、スライダー 、チェンジアップを投じ、その中でも特に80mph中盤を計測するスライダーは出色である。

## 詳細情報

### 年度別投手成績
| 年 度    | 球 団    | 登 板 | 先 発 | 完 投 | 完 封 | 無 四 球 | 勝 利 | 敗 戦 | セ 丨 ブ | ホ 丨 ル ド | 勝 率 | 打 者 | 投 球 回 | 被 安 打 | 被 本 塁 打 | 与 四 球 | 敬 遠 | 与 死 球 | 奪 三 振 | 暴 投 | ボ 丨 ク | 失 点 | 自 責 点 | 防 御 率 | W H I P |
| -------- | -------- | ----- | ----- | ----- | ----- | -------- | ----- | ----- | -------- | ----------- | ----- | ----- | -------- | -------- | ----------- | -------- | ----- | -------- | -------- | ----- | -------- | ----- | -------- | -------- | ------- |
| 2022     | MIN      | 3     | 0     | 0     | 0     | 0        | 0     | 1     | 0        | 0           | .000  | 50    | 11.2     | 8        | 1           | 3        | 0     | 2        | 9        | 0     | 0        | 4     | 3        | 2.31     | 0.94    |
| 2024     | MIN      | 16    | 1     | 0     | 0     | 0        | 1     | 1     | 0        | 2           | .500  | 82    | 19.1     | 20       | 2           | 5        | 1     | 2        | 15       | 1     | 0        | 8     | 7        | 3.26     | 1.29    |
| MLB：2年 | MLB：2年 | 19    | 1     | 0     | 0     | 0        | 1     | 2     | 0        | 2           | .333  | 132   | 31.0     | 28       | 3           | 8        | 1     | 4        | 24       | 1     | 0        | 12    | 10       | 2.90     | 1.16    |

- 2024年度シーズン終了時

### 年度別守備成績
| 年 度 | 球 団 | 投手（P） | 投手（P） | 投手（P） | 投手（P） | 投手（P） | 投手（P） |
| 年 度 | 球 団 | 試 合     | 刺 殺     | 補 殺     | 失 策     | 併 殺     | 守 備 率  |
| ----- | ----- | --------- | --------- | --------- | --------- | --------- | --------- |
| 2022  | MIN   | 3         | 3         | 1         | 1         | 0         | .800      |
| 2024  | MIN   | 16        | 0         | 5         | 0         | 0         | 1.000     |
| MLB   | MLB   | 19        | 3         | 6         | 1         | 0         | .900      |

- 2024年度シーズン終了時

### 背番号
- 70（2022年）
- 31（2024年）
- 32（2025年 - ）